# Goal Storm
Goal Storm, conocido en Japón como World Soccer Winning Eleven, es un videojuego de fútbol para PlayStation, que salió a la venta en 1996 bajo desarrollo de Konami Computer Entertainment Tokyo. Está considerado como el precursor de la saga ISS Pro, aunque presenta notables diferencias sobre este.
El juego fue uno de los primeros intentos por crear un simulador de fútbol tridimensional en exclusiva para PlayStation. El juego no debe confundirse con la saga International Superstar Soccer, desarrollada por el estudio de Konami en Osaka.

## Características
Para crear Goal Storm, el estudio de Konami en Tokio tomó como referencia la entrega de fútbol de la saga, International Superstar Soccer, para hacer un trabajo distinto y exclusivo para PlayStation. Se apostó por una estética tridimensional, con jugadores distinguidos a través de dorsales y simples rasgos físicos. Gráficamente, los personajes tienen un aspecto muy poligonal y poco definido. Por otra parte, la jugabilidad era arcade y el jugador no tenía el control total sobre sus futbolistas, que podían esquivar las entradas de los rivales. Esto es distinto a otras entregas como International Superstar Soccer Pro, que apuesta por una simulación fiel.
El juego emplea todas las reglas del fútbol profesional, como saques de banda, fuera de juego y penaltis. Los jugadores pueden ser sancionados con tarjetas amarillas y rojas por el árbitro, que sólo aparece en pantalla cuando el juego se detiene. Para realizar cambios y modificar estrategias, hay que detener el juego y hacerlo cuando el balón esté parado.
Goal Storm sólo cuenta con partidos amistosos, que pueden ser de un jugador o Multijugador, y un torneo conocido como Hyper Cup, que es una simulación de la fase final de la Copa Mundial de Fútbol a 26 selecciones nacionales, con 16 futbolistas cada una. Ninguno de los equipos cuenta con licencias oficiales, por lo que todos los jugadores tienen nombres ficticios. Sin embargo, sus equipaciones son las correspondientes a la temporada 1995/96.

## Equipos
El juego cuenta con 27 selecciones internacionales, sin jugadores reales.
| - Alemania - Argentina - Austria - Bélgica - Brasil - Bulgaria - Camerún - Colombia - Dinamarca | - Escocia - Estados Unidos - España - Francia - Gales - Grecia - Inglaterra - Irlanda - Italia | - México - Nigeria - Noruega - Países Bajos - Portugal - Rumanía - Rusia - Suecia - Suiza |